# Luc Van den Brande
Luc Van den Brande (ur. 13 października 1945 w Mechelen) – belgijski polityk, w latach 1992–1999 minister-prezydent Regionu Flamandzkiego.

## Życiorys
Z wykształcenia doktor prawa Uniwersytetu Katolickiego w Leuven. W latach 1970–1988 praktykował w zawodzie prawnika w rodzinnym Mechelen. W latach 2000–2005 zajmował stanowisko profesora macierzystej uczelni. Zaangażował się w działalność Chrześcijańskiej Partii Ludowej (CVP), od 2001 funkcjonującej pod nazwą Chrześcijańscy Demokraci i Flamandowie (CD&V).
W latach 1977–1991 sprawował mandat posła do federalnej Izby Reprezentantów, następnie do 1995 zasiadał w Senacie. Był m.in. przewodniczącym klubu poselskiego CVP (1985–1988). W 1995 i od 1999 do 2009 wchodził w skład Parlamentu Flamandzkiego, był też ponownie senatorem.
W okresie 1988–1992 w rządzie Wilfrieda Martensa pełnił funkcję ministra ds. zatrudnienia i pracy. Następnie przez siedem lat stał na czele rządu regionalnego we Flandrii jako jego premier (minister-prezydent), odpowiadając jednocześnie za m.in. energię, sprawy zagraniczne i badania naukowe.
Od 1994 powoływany w skład Komitetu Regionów. Był jego pierwszym wiceprzewodniczącym, od 2008 do 2010 zajmował stanowisko przewodniczącego KR. Zasiadał w Zgromadzeniu Parlamentarnym Rady Europy (od 2003 do 2004 jako wiceprzewodniczący), w 2009 ubiegał się bez powodzenia o urząd sekretarza generalnego Rady Europy.
Uhonorowany m.in. Orderem Oranje-Nassau i Orderem Leopolda.